# Conservazione e restauro di oggetti in argento

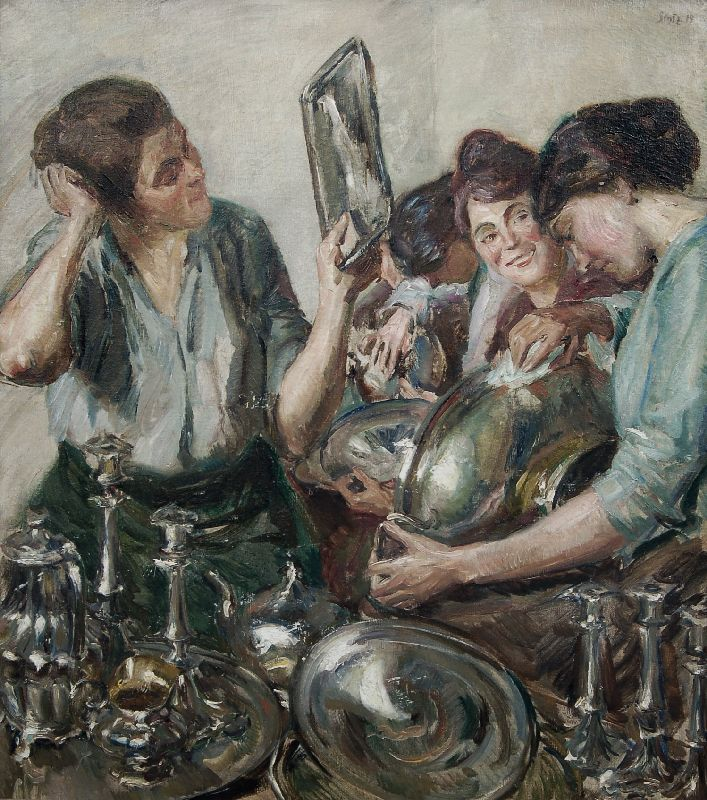
Un dipinto del 1919 di Fritz Stotz raffigurante donne che lucidano e puliscono l'argenteria per la casa.

La conservazione e il restauro degli oggetti in argento è un'attività dedicata alla conservazione e alla tutela degli oggetti di valore storico e personale realizzati in argento. Quando applicata ai beni culturali, questa attività è generalmente svolta da un conservatore-restauratore.
Storicamente gli oggetti in argento venivano creati per usi religiosi, artistici, tecnici e domestici. L'atto di conservazione e restauro mira a prevenire e rallentare il deterioramento dell'oggetto oltre a proteggere l'oggetto per un uso futuro. La prevenzione e la rimozione dell'ossidazione sulle superfici è la preoccupazione principale dei conservatori-restauratori quando si occupano di oggetti in argento.

## Uso dell'argento
L'argento è un metallo prezioso che veniva estratto per essere utilizzato già nel 4000 a.C. in Anatolia (Turchia moderna). Poiché l'argento è malleabile e durevole, è stato utilizzato per molti scopi tra cui gioielli, stoviglie, ornamenti, monete, strumenti musicali e film. Viene spesso utilizzato come placcatura su altri metalli.

## Ossidazione
Tutti i metalli, ad eccezione dell'oro puro, si corrodono naturalmente se esposti a determinate sostanze chimiche che possono essere presenti nell'aria. L'elevata umidità relativa, l'umidità e gli inquinanti atmosferici sono cause comuni di corrosione dei metalli, compreso l'argento. Esso è conosciuto nel mondo della chimica come un metallo nobile, il che significa che è resistente alla corrosione, ma non del tutto immune. Che si tratti di argentatura o argento puro, il composito del metallo si ossiderà se esposto all'aria e allo zolfo.
L'ossidazione ("tarnish") è una reazione chimica sulla superficie del metallo (rame, ottone, argento, ecc.) e provoca uno strato di corrosione. Nel caso dell'ossidazione dell'argento, quest'ultimo si combina con lo zolfo e forma solfuro d'argento (Ag2S), che è nero. La superficie d'argento originale può essere ripristinata rimuovendo lo strato di solfuro d'argento. Su alcuni metalli, l'ossidazione funge da strato protettivo noto come patina e si trova tipicamente su coperture in rame e bronzo, elementi architettonici, statue e campane.

## Cura delle collezioni

### Stoccaggio e movimentazione
Una corretta manipolazione, conservazione e trattamento possono aiutare a prevenire il deterioramento degli oggetti in argento. I metalli si conservano meglio se conservati in un'atmosfera uniforme e con bassa umidità, idealmente con un'umidità relativa del 40% o inferiore. L'argento tende a corrodersi facilmente se conservato in luoghi umidi, come un seminterrato, perché accelera l'ossidazione. Alcune scatole di stoccaggio contengono materiali, come legno, carta acida, gomma e adesivi, che possono rilasciare gas di materiali corrosivi. I conservatori indossano guanti di nitrile quando maneggiano l'argento per evitare che oli, ammoniaca e sali della pelle corrodano la superficie. 

### Prevenire l'interazione con gas e particelle contenenti zolfo
I gas e le particelle contenenti zolfo possono offuscare la superficie dell'argento. Questi agenti corrosivi possono provenire da inquinamento atmosferico, vernici, tessuti, sottoprodotti batterici e altri oggetti o materiali da costruzione trattati chimicamente. Quando hanno a che fare con l'argento, i conservatori dei musei lo avvolgono in carta velina senza zolfo e lo conservano in un sacchetto di polietilene ben sigillato. Talvolta viene utilizzato il carbone attivo per assorbire lo zolfo posizionandolo nel sacchetto ma non a diretto contatto con l'oggetto. Allo stesso modo, il Pacific Silver Cloth è stato utilizzato anche dai musei per prevenire l'ossidazione. 

### Laccatura
La laccatura è il processo di creazione di una finitura durevole sulla superficie di un oggetto come legno o metallo. L'argento lucido a volte viene laccato per proteggerlo dall'ossidazione e per evitare una lucidatura eccessiva. Esistono diversi tipi di resine utilizzate come Acryloid B-72 e Incralac. Se i pezzi d'argento vengono esposti all'aperto, come in una casa o in una teca di un museo, è difficile prevenire la corrosione dovuta all'esposizione all'aria. Un rivestimento superficiale previene o rallenta l'ossidazione ed è un servizio svolto da professionisti o conservatori. Uno dei rivestimenti più utilizzati è Agateen. 
La vernice viene applicata su una superficie che è stata pulita con etanolo, acetone o metiletilchetone. Gli oli prodotti dalle mani dell'uomo impediscono alla lacca di aderire all'argento. Agateen No. 27 (nitrato di cellulosa) e Paraloid B-72 sono le lacche più comunemente usate, tuttavia si discute su quale sia la lacca, il nitrato di cellulosa o l'acrilico. 

## Metodi storici di trattamento dell'argento
L'arte di realizzare oggetti in argento, conosciuta anche come argenteria, esiste da secoli. Con la creazione di oggetti in argento fatti a mano, la questione della pulizia e della cura di questi oggetti era una preoccupazione. Gli argentieri davano consigli ai clienti su come prendersi cura adeguatamente del loro argento. Alcuni esempi di istruzioni fornite dagli argentieri nei secoli XVII e XVIII sono:
1737 – "Pulitelo di tanto in tanto con sola acqua tiepida e sapone, con una Spugna, e poi lavatelo con acqua pulita, e asciugatelo molto bene con un panno di lino morbido, e conservatelo in un luogo asciutto, perché l'umidità lo rovinerà".
1679 – "... strofinare i boccali e i calici dall'alto al basso, (...) in senso circolare, non trasversale, e in nessun caso usare gesso, sabbia o sale"
Sebbene datate, queste istruzioni sono molto simili agli attuali metodi di pulizia e lucidatura dell'argento.

## Pratiche attuali
Le sezioni seguenti discutono i diversi metodi con cui gli oggetti in argento possono essere puliti e lucidati. Alcuni dei metodi descritti di seguito possono causare danni alla superficie dell'argento, come graffi o ossidazione accelerata. È necessario consultare un conservatore in caso di domande sui metodi indicati di seguito, in particolare quando si tratta di oggetti archeologici, antichi o sensibili. 

### Pratiche di conservazione museale – oggetti storici

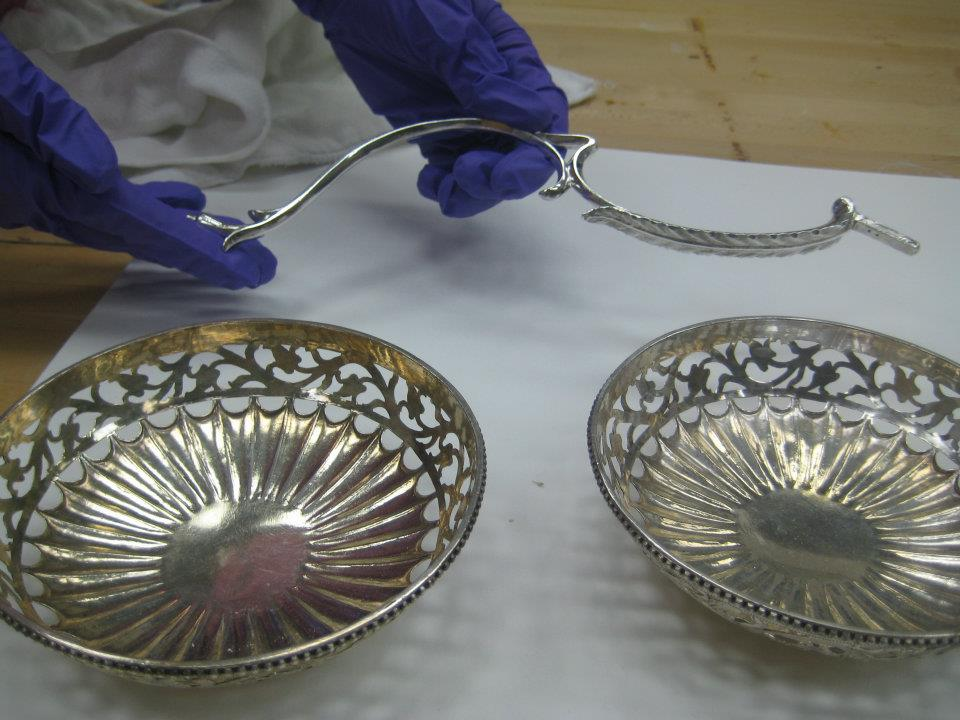
Parti di un oggetto in argento della collezione dell'Indianapolis Museum of Art, in fase di lucidatura con carbonato di calcio. Un pezzo non lucidato a sinistra e un pezzo finito a destra.

Gli oggetti sensibili all'acqua sono mascherati da un involucro di plastica per evitare di bagnarsi. Viene creata una sospensione di carbonato di calcio precipitato (di grado farmaceutico) e acqua deionizzata che viene strofinata sul pezzo d'argento con uno straccio di cotone o un batuffolo di cotone. Si consiglia di testare l'abrasività dell'impasto liquido sul fondo o in un'area non visibile dell'argento. Se l'impasto è troppo abrasivo, graffierà la superficie e aumenterà il rischio di ossidazione futura. Lo smalto viene applicato con un panno morbido e lucidato con un movimento circolare. 
A volte viene aggiunto alcol etilico alla miscela di impasto liquido per aiutare ad asciugare l'acqua in eccesso. La miscela di impasto liquido viene applicata su tutto il pezzo fino a completa lucidatura. Talvolta si trovano macchie scure sulla superficie e potrebbe essere necessario lucidarle più di una volta per rimuoverle. La lucidatura eccessiva è un problema con l'argento e può causare danni alla superficie del metallo. Dopo la lucidatura, l'oggetto d'argento viene risciacquato in acqua deionizzata e asciugato con un panno di cotone. 
Una volta pulito e asciugato, l'argento viene avvolto in carta velina priva di acidi e posto in un sacchetto di plastica sigillato. Nel sacchetto è inoltre inserita una striscia anti-appannamento 3M per assorbire lo zolfo eventualmente presente nell'aria. La carta velina viene utilizzata come tampone per evitare che la superficie argentata venga a contatto con la striscia antiossidante. 

### Ovatte
Le ovatte sono panni imbevuti di un solvente organico. Poiché contengono solventi anziché acqua, possono essere utilizzate per lucidare oggetti metallici che non possono essere esposti all'acqua. Le ovatte lucidanti lasceranno particelle abrasive e il residuo potrà essere rimosso utilizzando una spazzola morbida o strofinando la superficie con un panno di lino morbido. 

### Metodi naturali
Le sezioni seguenti includono metodi che utilizzano metodi naturali come acqua e sale per pulire la superficie dell'argento. Alcuni metodi utilizzano il calore che può essere pericoloso per le stoviglie d'argento come i candelieri o i manici dei coltelli. L'acqua intrappolata nelle fessure degli oggetti d'argento può accelerarne l'ossidazione. 
Singolo ingrediente: il dentifricio viene applicato con un panno pulito come un abrasivo delicato con uno spazzolino a setole morbide e risciacquato in acqua. 
Bagnomaria bollente: l'oggetto o i pezzi d'argento vengono posti in una pentola di alluminio e ricoperti d'acqua. Si aggiunge un cucchiaio di sale e bicarbonato di sodio e si fa bollire per tre minuti. Dopo il raffreddamento, l'argento viene posto in una miscela di acqua calda e sapone, pulito con un panno di cotone e quindi asciugato con un panno di cotone separato. 
Bagno d'ammollo: Una teglia di vetro è rivestita con un foglio di alluminio con il lato opaco rivolto verso il basso. L'argento viene posto sopra il foglio e sui pezzi viene versato un litro di acqua bollente con due cucchiai di bicarbonato di sodio. L'argento rimane in ammollo per cinque minuti e viene asciugato con un panno pulito. 

### Immersioni chimiche
Un metodo popolare e rapido per lucidare l'argento è l'uso di bagni chimici. Le immersioni funzionano sciogliendo la superficie ossidata dell'argento ad una velocità altamente accelerata. Molte salse sono fatte di acidi e altri agenti. Gli acidi sono molto corrosivi e rappresentano un pericolo per la superficie argentata e per l'utente. Le immersioni possono essere dannose per gli oggetti con superfici sigillate come candelieri, trofei e teiere con componenti cavi perché la sostanza chimica potrebbe fuoriuscire nell'area cava e non potrà mai essere rimossa. A differenza della lucidatura di qualità museale, che utilizza un impasto di carbonato di calcio e acqua deionizzata, le immersioni sono più rapide e meno costose. Tuttavia, le immersioni sono più abrasive per le superfici di argento, oro e altri metalli. Jeffrey Herman conferma che questo metodo danneggia l'argento. 

### Pulizia laser
Può essere utilizzata. Il processo di cui sopra porterà naturalmente alla pulizia dell'argento, che viene fatto passare attraverso i laser per rimuovere sporco e sostanze inquinanti.

### Pulizia al plasma
Può essere utilizzata. 

### Ruote lucidanti
Le ruote lucidanti, note anche come panni lucidanti, utilizzano uno strumento elettrico specifico per rimuovere fisicamente l'ossidazione dalla superficie anziché chimicamente come con l'impasto di carbonato di calcio o le salse commerciali. 
Poiché l'argento è morbido, la superficie può essere facilmente tagliata o graffiata. Il principale tipo di lucidatura utilizzato per oggetti in argento, oro e placcati è la flanella Canton. Questa flanella è realizzata in materiale molto morbido e non graffierà le superfici placcate, laccate o altre superfici morbide. 
Insieme alle ruote lucidanti vengono utilizzati composti particolari che aiutano a lucidare il materiale. Due tipi principali di composti utilizzati per le superfici in argento e oro sono i composti rosso e blu. Il rosso, noto anche come "rossetto da gioielliere", lucida senza alcuna azione tagliente. Il composto blu è più asciutto e viene utilizzato con una ruota senza grasso che inoltre non taglia né graffia la superficie. 

## Pratiche di conservazione del museo – Oggetti di archeologia
Gli argenti archeologici sono particolarmente sensibili agli errori nella pianificazione o nell'esecuzione del restauro conservativo. Il problema essenziale connesso agli oggetti archeologici in argento è la fragilità. Alcuni oggetti, come quelli completamente mineralizzati, niellati o dorati, sono particolarmente problematici. Quando si tratta di oggetti archeologici, i processi reversibili, come l'uso della colla Paraloid B-72, sono preferiti ai trattamenti permanenti.
L'1H-benzotriazolo può essere utilizzato come inibitore della corrosione per importanza archeologica. I rivestimenti protettivi adatti includono Paraloid B-72 (o Paraloid B 67 – solubile in acqua ragia minerale) e Renaissance Wax.